# بالوسا
بالوسا هي بلدية في البرازيل، تتبع سانتا كاتارينا، بلغ عدد سكانها 137٬334  نسمة، في 2010، تبلغ مساحتها 394٫662 كيلومتر مربع.

## الموقع
تشترك في الحدود مع:
- ساو خوسيه.